# Послух (право)
Послух — особа в Руському праві, яка була свідком доброї чи недоброї слави підозрюваного.

## Історія та функції
За своєю функцією вони в часи Київської Русі (IX—XIII ст.) виконували, переважно, роль захисників — були свідками порядного життя сторони, яка брала участь у судовому процесі. Їх також називали свідками доброї слави. Були прообразом сучасної адвокатури.
На відміну від «видоків», які були класичними свідками, що бачили момент злочину, завданням послухів було показати, що відповідач або позивач є добропорядними людьми, які заслуговують на довіру, часто виступали як своєрідні поручителі. Послух свідчив не по фактах судової справи, а поручався за добросовісність особистості позивача або відповідача, а також брав на себе солідарну з ними відповідальність та мав ризик щодо сплати судового штрафу або пені.
У той час у мові був присутній навіть спеціальний термін — «послушестововати», тобто, виступати послухом у суді.
Послухами могли бути тільки вільні люди — «мужі». Холопи, закупи, ізгої та інші верстви не могли бути захисниками. Також не могли послухами бути жінки.
Законодавство Київської Русі вимагало різну кількість послухів для різних категорій судових справ: від двох до дванадцяти. Зокрема, підозрюваний у злодійстві мав виставити сімох послухів, що довело б його невинність. У позові про відшкодування шкоди, завданої убивством людини, підозрюваний повинен був виставити сім послухів, які мали свідчити про те, що
він цього зробити не міг. Іноземець мав право виставити двох послухів.
Крім підтвердження сказаного стороною, вони також залучалися для вияснення правила поведінки звичаєвого характеру, на підставі якого вирішувалася справа.
Також послухів залучали бути присутніми при укладанні різних договорів, зокрема купівлі-продажу, щоб згодом, при потребі, підтвердити дійсність укладених правочинів.